# Grzegorz Synaita
Grzegorz Synaita, Grzegorz z Synaju (ur. ok. 1265 w Klazomenaj, zm. 27 listopada 1346) – święty prawosławny, mnich, odnowiciel hezychazmu.

## Życiorys
Grzegorz Synaita urodził się około 1265 roku w Klazomenaj. Po uwięzieniu przez Turków został wykupiony z niewoli przez chrześcijan. Przebywał na Cyprze, a następnie na górze Synaj, gdzie został mnichem. Z powodu prześladowań ze strony części mnichów opuścił Synaj. Pielgrzymował do miejsc świętych chrześcijaństwa. Odwiedził Jerozolimę. Z Ziemi Świętej udał się na Kretę, gdzie spotkał Arseniusza Autorejana. Pod jego wpływem przybył na Athos. Utworzył tam szkołę duchowości nawiązującą do doktryny hezychastycznej. Zmuszony do ucieczki przez najazdy piratów tureckich, po tułaczce przybył do bułgarskiego Sozopola, nad Morzem Czarnym. W 1325 roku założył w pobliżu Sozopola, w górach Strandża klasztor Paroria. Przejściowo musiał opuścić klasztor z powodu zagrożenia tureckiego. Powróciwszy do Parorii kontynuował swą działalność korzystając z opieki cara bułgarskiego Iwana Aleksandra. Zmarł 27 listopada 1346 roku w klasztorze Paroria.
Uczniem Grzegorza Synaity był Teodozjusz Tyrnowski, za sprawą którego hezychazm pojawił się w monasterach Bułgarskiego Kościoła Prawosławnego.

## Doktryna
Celem doktryny ascetycznej Synaity było ujrzenie światłości boskiej, do czego miała doprowadzić specjalna praktyka. Przebywający w odosobnieniu mnisi mieli powtarzać tzw. Modlitwę Jezusową (Panie Jezu Chryste, Synu Boży, zmiłuj się nade mną grzesznikiem), wstrzymując za każdym razem, podczas odmawiania formuły, oddech. W pewnym momencie, jak twierdzili, modlącego się ogarniało uczucie niewypowiedzianej błogości i opromieniała niewysłowiona światłość, którą apostołowie ujrzeli na Górze Tabor. Grzegorz Synaita łączył doktrynę Jana Klimaka z tradycjami kontemplacyjnymi góry Athos. Będąc odnowicielem hezychazmu wpłynął na Kościół prawosławny, zwłaszcza bizantyński, bułgarski i serbski. W wyniku najazdu tureckiego i rozproszenia wyznawców tego Kościoła jego wpływy przeniknęły też za Dunaj i na Ruś. Swoją działalnością przygotował grunt dla teologii Grzegorza Palamasa.

## Twórczość
Twórczość literacka Grzegorza obejmuje dzieła ascetyczne, tropy i hymny (zebrane w PG 140, 1240–1336), w których poruszał między innymi zagadnienia chrystocentryzmu i Filioque. Żywot Synaity opisał jego uczeń, patriarcha Konstantynopola Kalikst I.